# 70-й гвардейский штурмовой авиационный полк
70-й гвардейский штурмово́й авиацио́нный Белорусский Краснознамённый ордена Суворова полк — авиационная воинская часть ВВС РККА штурмовой авиации в Великой Отечественной войне.

## Наименование полка
В различные годы своего существования полк имел наименования:
- 14-й штурмовой авиационный полк (05.1938 г.)
- 74-й штурмовой авиационный полк (1940 г.)[1][2][3];
- 70-й гвардейский штурмовой авиационный полк (18.03.1943 г.)[1][3];
- 70-й гвардейский штурмовой авиационный Белорусский полк (04.05.1943 г.)[1][3];
- 70-й гвардейский штурмовой авиационный Белорусский Краснознамённый полк (09.08.1944 г.)[1];
- 70-й гвардейский штурмовой авиационный Белорусский Краснознамённый ордена Суворова полк (11.06.1945 г.)[1].

## История и боевой путь полка
Сформирован как 14-й штурмовой авиационный полк в конце мая 1938 года из личного состава бывшей 7-й штурмовой авиационной эскадрильи, базировавшейся в Гомеле. Полк на вооружение имел самолёты ДИ-6. В начале 1940 года наименование полка было изменено на 74-й штурмовой авиационный полк. На вооружение получил самолёты И-15бис и в августе 1940 года вошел в состав 10-й смешанной авиадивизии.
74-й штурмовой авиационный полк за образцовое выполнение заданий командования и проявленные при этом мужество и героизм Приказом НКО № 128 от 18 марта 1943 года переименован в 70-й гвардейский штурмовой авиационный полк.
С 31 марта по 15 мая 1942 года полк выполняет боевые задачи с аэродрома Градобить (юго-западнее города Бологое), действуя по живой силе и технике противника в районах Демянска и Старой Руссы.
В период с 18 по 23 августа 1943 года полк принимал участие в Старорусской операции, имея на вооружении 34 самолёта и 22 летчика, базируясь на аэродроме Ветренка.
С 28 февраля по 5 июля 1944 года полк уничтожал живую силу, артиллерию и танки противника на ковельском направлении. Борьба за овладение городом Ковель длилась с 5 по 9 июля 1944 года. Полк базировался на аэродроме Владимирец, имея в боевом составе 41 самолёт Ил-2 и 40 летчиков. С 18 по 25 июля полк обеспечивал наступление частей 69-й и 8-й армий в прорыве обороны противника в районе западнее города Ковель, форсировании реки Западный Буг, взятии городов Холм и Люблин. Полк базировался на аэродроме Кжевин.
С 25 июля по 26 августа 1944 года полк содействовал проведению частных наступательных операций 69-й армии по форсированию реки Висла и расширению плацдармов на западном берегу реки. К этому времени полк имел 36 самолётов и 39 летчиков и базировался на аэродромах Кацуры, Селец, Немце, Каролин с последовательным перебазированием с одного аэродрома на другой.
В составе действующей армии полк находился с 18 марта 1943 года по 3 января 1944 года, с 19 марта по 7 сентября 1944 года и с 21 ноября 1944 года по 9 мая 1945 года.
В послевоенное время полк с дивизией входили в состав 16-й воздушной армии Группы советских оккупационных войск в Германии. С 20 ноября 1945 года дивизия Директивой Генерального штаба № орг/10/14879 от 15.11.1945 г. и военного совета ГСОВГ № № орг/00652 от 17.11.1945 г., Приказом 16 ВА № 00426 от 20.11.1945 г. передается из состава 9-го штурмового авиакорпуса в состав 6-го штурмового авиакорпуса 16-й воздушной армии Группы советских войск в Германии. 18 мая 1946 года на основании Директивы Генерального штаба ВС ССР № орг/1097 от 05.05.1946 г. и Приказа командующего 16 ВА № 00199 от 15.05.1946 г. дивизия в составе управления дивизии, 41-го штурмового, 70-го и 71-го гвардейских штурмовых авиационных полков расформирована на аэродроме Финстервальде. Часть личного состава полка вошла в 33-й гвардейский штурмовой авиационный полк при доукомплектовании до штатной численности. 33-й гвардейский штурмовой авиационный полк передан в состав 11-й гвардейской штурмовой авиационной Нежинской Краснознамённой ордена Суворова дивизии.

## Командиры полка
- гвардии подполковник Савченко Павел Афанасьевич[5], с 18.03.1943 г.
- гвардии майор, подполковник Кузьмин Александр Иванович

## В составе соединений и объединений
| Дата          | Фронт (округ)                                   | Армия                | Корпус                           | Дивизия                                        | Примечания |
| ------------- | ----------------------------------------------- | -------------------- | -------------------------------- | ---------------------------------------------- | ---------- |
| 18.03.1943 г. | Северо-Западный фронт                           | 6-я воздушная армия  |                                  | 3-я гвардейская штурмовая авиационная дивизия  |            |
| 20.12.1943 г. | 2-й Прибалтийский фронт                         | 15-я воздушная армия |                                  | 3-я гвардейская штурмовая авиационная дивизия  |            |
| 03.01.1944 г. | Резерв ставки ВГК                               | 6-я воздушная армия  |                                  | 3-я гвардейская штурмовая авиационная дивизия  |            |
| 19.03.1944 г. | 2-й Белорусский фронт                           | 6-я воздушная армия  |                                  | 3-я гвардейская штурмовая авиационная дивизия  |            |
| 01.04.1944 г. | 1-й Белорусский фронт                           | 6-я воздушная армия  |                                  | 3-я гвардейская штурмовая авиационная дивизия  |            |
| 20.07.1944 г. | 1-й Белорусский фронт                           | 6-я воздушная армия  | 1-й смешанный авиационный корпус | 3-я гвардейская штурмовая авиационная дивизия  |            |
| 07.09.1944 г. | Резерв ставки ВГК                               | 6-я воздушная армия  | 1-й смешанный авиационный корпус | 3-я гвардейская штурмовая авиационная дивизия  |            |
| 31.10.1944 г. | Резерв ставки ВГК                               |                      | 1-й смешанный авиационный корпус | 3-я гвардейская штурмовая авиационная дивизия  |            |
| 14.11.1944 г. | Резерв ставки ВГК                               |                      | 9-й штурмовой авиационный корпус | 3-я гвардейская штурмовая авиационная дивизия  |            |
| 21.11.1944 г. | 1-й Белорусский фронт                           | 16-я воздушная армия | 9-й штурмовой авиационный корпус | 3-я гвардейская штурмовая авиационная дивизия  |            |
| 09.05.1945 г. | 1-й Белорусский фронт                           | 16-я воздушная армия | 9-й штурмовой авиационный корпус | 3-я гвардейская штурмовая авиационная дивизия  |            |
| 18.05.1946 г. | Группа советских оккупационных войск в Германии | 16-я воздушная армия | 6-й штурмовой авиационный корпус | 11-я гвардейская штурмовая авиационная дивизия |            |

## Участие в операциях и битвах

гвардии подполковник Кузьмин А. И., командир 70-го гвардейского штурмового авиаполка. 1943 год.

- Старорусская операция — с 18 по 23 августа 1943 года
- Висло-Одерская операция[7] с 12 января 1945 года — 3 февраля 1945 года
- Варшавско-Познанская операция с 14 января 1945 года по 3 февраля 1945 года
- Восточно-Померанская операция[7] с 10 февраля 1945 года по 4 апреля 1945 года
- Берлинская операция[7] с 16 апреля 1945 года по 8 мая 1945 года

## Награды и наименования
- 70-му гвардейскому штурмовому авиационному полку приказом НКО № 207 от 4 мая 1943 года присвоено почетное наименование «Белорусский»[4].
- 70-й гвардейский штурмовой авиационный полк Указом Президиума Верховного Совета СССР от 9 августа 1944 года за образцовое выполнение заданий командования в боях при прорыве обороны немцев западнее Ковель и проявленные при этом доблесть и мужество награждён орденом Красного Знамени[8].
- 70-й гвардейский штурмовой авиационный Белорусский Краснознамённый полк Указом Президиума Верховного Совета СССР от 11 июня 1945 года за образцовое выполнение заданий командования в боях с немецкими захватчиками при овладении столицей Германии городом Берлин и проявленные при этом доблесть и мужество награждён орденом «Суворова III степени»[9].

## Благодарности Верховного Главнокомандующего

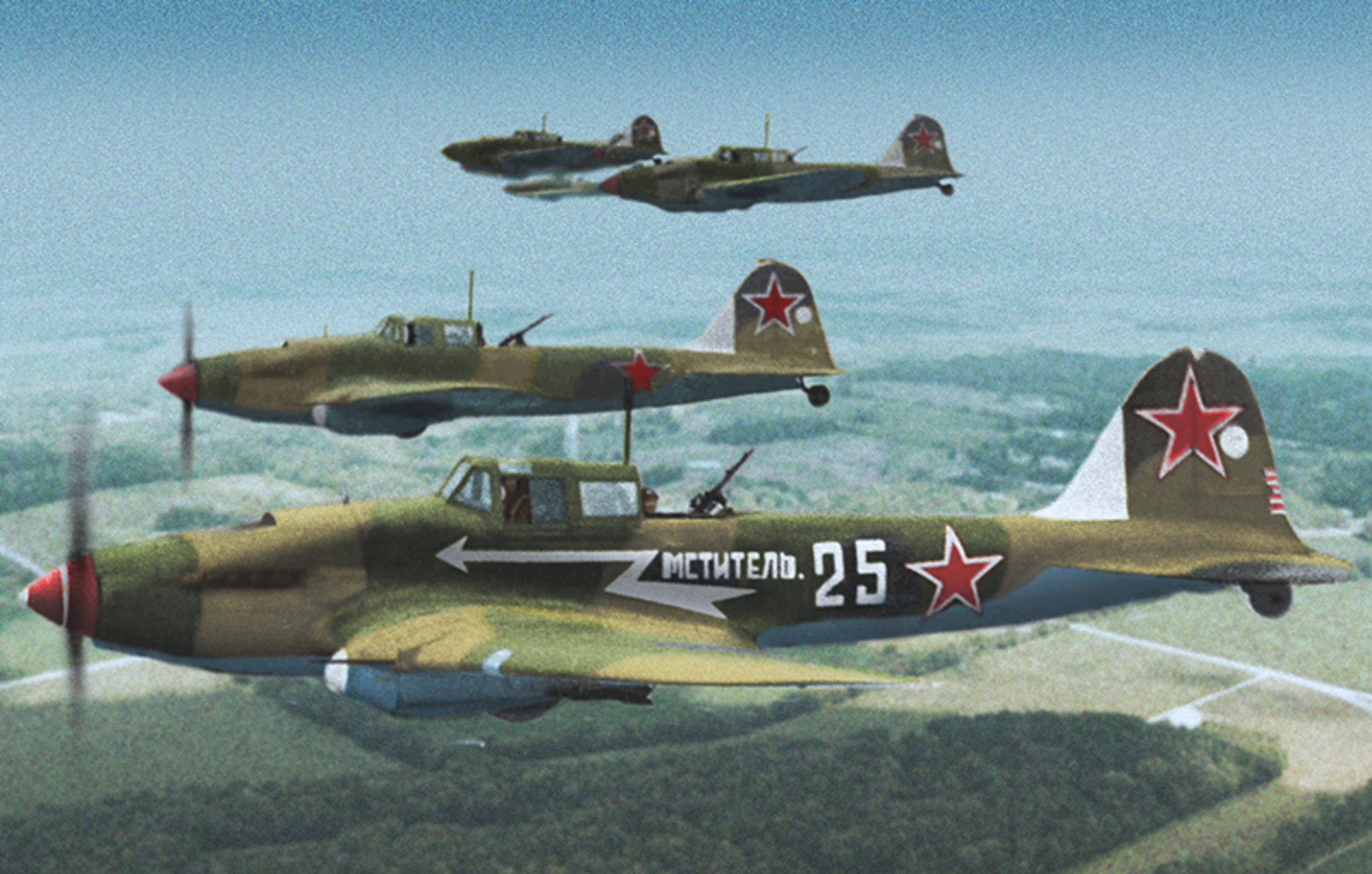
Звено Ил-2 м над Берлином в 1945 году.

Верховным Главнокомандующим полку в составе дивизии объявлены благодарности:
- За отличие в боях при овладении городом и важным опорным пунктом обороны немцев и крупным железнодорожным узлом — городом Ковель[10].
- За отличие в боях при овладении областным центром Советской Белоруссии городом Пинск — важным опорным пунктом обороны немцев на брестском направлении[11].
- За отличия в боях в наступлении из района Ковеля, при прорыве сильно укрепленной обороны немцев и при продвижении за три дня наступательных боев вперед до 50 километров, при расширении прорыва до 150 километров по фронту, при занятии более 400 населенных пунктов, в том числе крупных населенных пунктов Ратно, Малорыта, Любомль, Опалин и выходе к реке Западный Буг[12].
- За отличие в боях при овладении штурмом городом Хелм (Холм) — важным опорным пунктом обороны немцев на люблинском направлении[13].
- За отличие в боях при овладении крупным промышленным центром Польши городом Радом — важным узлом коммуникаций и сильным опорным пунктом обороны немцев[14].
- За отличие в боях при овладении городами Лодзь, Кутно, Томашув (Томашов), Гостынин и Ленчица[15].
- За отличие в боях при овладении городом Калиш — важным узлом коммуникаций и сильным опорным пунктом обороны немцев на бреславском направлении[16].

## Отличившиеся воины

Командир полка гвардии подполковник Кузьмин А. И., Герой Советского Союза Герман И. М. и командир 3-й гвардейской штурмовой авиадивизии гвардии полковник Сухоребриков Г. А. 1943 год.

- Бубликов, Фёдор Борисович, гвардии старший лейтенант, командир эскадрильи 70-го гвардейского штурмового авиационного полка 3-й гвардейской штурмовой авиационной дивизии 6-й воздушной армии 2 августа 1944 года удостоен звания Герой Советского Союза. Золотая Звезда № 4051.
- Герман, Иван Моисеевич, гвардии капитан, командир эскадрильи 70-го гвардейского штурмового авиационного полка 3-й гвардейской штурмовой авиационной дивизии 6-й воздушной армии 24 августа 1943 года удостоен звания Герой Советского Союза. Золотая Звезда № 608.
- Кочетов, Иван Данилович, гвардии старший лейтенант, заместитель командира эскадрильи 70-го гвардейского штурмового авиационного полка 3-й гвардейской штурмовой авиационной дивизии 6-й воздушной армии 24 августа 1943 года удостоен звания Герой Советского Союза. Посмертно.
- Кузнецов Николай Васильевич, гвардии старший лейтенант, заместитель командира эскадрильи 70-го гвардейского штурмового авиационного полка 3-й гвардейской штурмовой авиационной дивизии 1-го смешанного авиационного корпуса 6-й воздушной армии 26 октября 1944 года удостоен звания Герой Советского Союза. Золотая Звезда № 3125
- Самароков, Николай Николаевич, гвардии старший лейтенант, заместитель командира эскадрильи 70-го гвардейского штурмового авиационного полка 3-й гвардейской штурмовой авиационной дивизии 1-го смешанного авиационного корпуса 6-й воздушной армии 26 октября 1944 года удостоен звания Герой Советского Союза. Золотая Звезда № 4919.
- Староконь, Иван Иванович, гвардии старший лейтенант, заместитель командира эскадрильи 70-го гвардейского штурмового авиационного полка 3-й гвардейской штурмовой авиационной дивизии 1-го смешанного авиационного корпуса 6-й воздушной армии 26 октября 1944 года удостоен звания Герой Советского Союза. Золотая Звезда № 4691.
- Пучков Герман Иванович, гвардии старший лейтенант, командир звена 70-го гвардейского штурмового авиационного полка 3-й гвардейской штурмовой авиационной дивизии 9-го штурмового авиационного корпуса 16-й воздушной армии Указом Президиума Верховного Совета СССР 15 мая 1946 года удостоен звания Герой Советского Союза. Золотая Звезда № 7057.
- Цыплухин, Николай Дмитриевич, гвардии капитан, командир эскадрильи 70-го гвардейского штурмового авиационного полка 3-й гвардейской штурмовой авиационной дивизии 1-го смешанного авиационного корпуса 6-й воздушной армии 26 октября 1944 года удостоен звания Герой Советского Союза. Золотая Звезда № 4911.

## Базирование полка
| Период     | Место базирования             |
| ---------- | ----------------------------- |
| 01.01.1945 | Каролин, Польша.              |
| 16.01.1945 | Радом, Польша.                |
| 19.01.1945 | Домбров, Польша.              |
| 31.01.1945 | Горжички, Польша.             |
| 20.02.1945 | Репин, Германия.              |
| 04.04.1945 | Топпер, Германия.             |
| 25.04.1945 | Мюнхенберг, Германия.         |
| 29.04.1945 | Берлин Центральный, Германия. |
| 10.05.1945 | Топпер, Германия.             |
| 09.07.1945 | Финстервальде, Германия.      |